# SoftBank X06HT
HTC Desire SoftBank X06HT（デザイア ソフトバンクX06HT）はHTCが開発しソフトバンクモバイルが販売するW-CDMA及びGSM通信方式に対応するAndroidをOSに搭載したスマートフォン。2010年4月27日発売。2010年7月29日に予約締め切り、販売終了。販売終了後に2010年9月下旬以降発売、2010年8月3日より予約が開始されるメインディスプレイが有機ELからTFT液晶に変更されたX06HTIIについても記述する。

## 歴史
- 2009年11月 - 2009-2010冬春モデル発表会で2010年春に発売予定と発表。ただしこの時点ではスペックの一部（CPU：Snapdragon 1GHz、ディスプレイ：3.7インチ有機EL）が公表されたのみで、メーカーも含めて明らかにされていなかった。
- 2010年3月28日 - ソフトバンク創業30周年記念イベント「ソフトバンクオープンDAY」にて、11月に公表した機種がHTC Desireであったこと、2010年4月下旬発売と発表された。
- 2010年4月29日 - 発売。
- 2010年7月22日 - X06HTの販売終了及びディスプレイをAMOLEDからTFTに変更したX06HTIIを発表。
- 2010年7月29日 - X06HTの予約および販売終了。
- 2010年10月2日 - X06HTII発売。
- 2010年10月8日 - Android 2.2へのアップデート提供開始。

## 対応サービス・機能
- Android 2.1搭載（Android 2.2へのアップデートに対応）
- HTC Sense搭載
- Adobe Flash Lite 4搭載

| 主な対応サービス         | 主な対応サービス                    | 主な対応サービス        | 主な対応サービス |
| ------------------------ | ----------------------------------- | ----------------------- | ---------------- |
| S!一斉トーク             | S!ともだち状況                      | Twitter （X06HTIIのみ） |                  |
| S!ループ                 | S!タウン                            | S!速報ニュース          |                  |
| PCサイトダイレクト       | 電子コミック                        | S!アプリ                |                  |
| 着うたフル／着うた       | デコレメール（受信のみ）            | S!電話帳バックアップ    |                  |
| S!FeliCa                 | ミュージックプレイヤー              | GPS                     |                  |
| コンテンツおすすめメール | TVコール                            | 世界対応ケータイ        |                  |
| ワンセグ                 | 3G ハイスピード （下り最大7.2Mbps） | S!おなじみ操作          |                  |

## 概要
- 3.7インチの静電式タッチパネルを搭載した全面タッチパネルのタブレットデザインのスマートフォンである。
- ソフトバンクモバイルでは初めてのAndroid OSを搭載した端末で、購入時のOSのバージョンが国内では初めて2.1である。
- X06HTは、初期出荷分が予約だけでほぼ完売するなどし、その後も予約で品薄が続いていた。
  - X06HTの販売終了の理由をソフトバンクは、「予約数が当初予定していた販売数に達したため」とコメントしているが、X06HTはもともと数量限定販売とされていたわけではない。
  - HTC社は、DesireやNexus Oneのディスプレイをソニー製Super LCDに変更することを発表した（X06HTIIは、この変更後のモデル）。サムスン社から十分な量の有機ELディスプレイの供給を受けられなかったための変更とみられている[3]。
- 2010年9月24日、X06HT・X06HTIIの両機種に対して、同年10月8日にAndroid 2.2の提供を開始すると発表した。
- バージョンをアップするとFlash 10.1が対応になり、動画撮影の際に、HD動画の撮影も可能になる。また、バージョンアップとは別に、S!メールの利用が可能になる専用アプリ「SoftBankメール」も公開され、「 @softbank.ne.jp 」「 @x.vodafone.ne.jp 」というメールアドレスで、絵文字を使ってのメールが可能になる。ただし「SoftBankメール」の利用には、Android OSを2.2にバージョンアップする必要がある。
- ソフトバンクモバイルから発売されるAndroid機種で唯一「Xシリーズ」を名乗る端末である。またソフトバンクモバイルで発売されたAndroid端末で唯一普通の携帯電話用のUSIMカード（通称銀SIMやプリモバイルSIM、旧ボーダフォンの赤SIM）が使える機種である。（後に発売されたAndroid端末は専用のスマートフォン用USIMカードが必要）

## 不具合
2010年11月8日 Android 2.2へのアップデート後、Androidマーケットのアイコンが表示されなくなる場合があるという不具合が発覚した。端末を工場出荷時状態にすることで解消される。バックアップをとらないとデータは全て消える。
2016年1月14日以降、ソフトバンクWi-Fiスポットのログイン認証処理で、SHA-2以降の方式による暗号化認証の完全実施に伴い、Android 2.2.x以前のOSが、SHA-2に非対応であることから、利用不可とする措置を取った。利用を継続したい場合は、対応可能な端末への買い替えが必要となる。

## 参照
1. ↑  「HTC Desire X06HT」 7月29日で予約締め切り、販売終了へ - ITmedia News
2. ↑  ディスプレイをTFTに変更した「HTC Desire X06HTII」 - ケータイWatch
3. ↑  「HTC、「HTC Desire」と「Nexus One」のディスプレイをSuper LCDに変更することを正式発表」 - gapsis.jp
4. ↑  「HTC Desire」2モデルの不具合情報